# 渦輪機構
流体机械（Turbomachinery，又譯渦輪機構）是利用流体作为工作介质的一大类机械产品的通称。狭义上来理解，流体机械则专指流体叶轮机械，也称为透平机械，包括泵、风机和压缩机。
在機械工程領域中，渦輪機構是一門學科，主要探討將存在於流體或是轉動機件之能量的轉換機械裝置。換句話說，任何機械裝置，只要可以擷取流體之動能、位能或內能變成機械能，或是將機械能轉換成流體之動能、位能或內能的裝置，就是渦輪機構。渦輪機構包含渦輪機及壓縮機，在渦輪機中，流體對機械作功；而壓縮機則是機械對流體做功。對於可壓縮流體，這兩種機械裝置都建立於兩個基礎原理之上，其為牛頓第二定律和歐拉能量方程。同時也是熱力學及流體力學的應用。

## 歷史
最早的葉輪機械出現在工業革命之前，人類很早就會利用風能和水能來為生產和生活提供便利，比如：風車和水車。最早的水泵，利用大氣壓原理進行抽水，通過不斷旋轉螺旋式的活塞，來抬高泵體內的水位。進入工業革命後，配備動力裝置的風機和水泵開始廣泛應用於工業和日產生活領域。現在各種葉輪機械的能耗是十分巨大的，中國大陸每年的發電總量有45％左右消耗在了葉輪機械上。所以開發高效率的葉輪機械產品，對於節約能源，保護資源具有非常重大的意義。

## 分類
- 機械對流體作功
  - 液體：幫浦（非壓縮流體）
    - 離心幫浦
    - 軸式幫浦

  - 氣體：壓縮機（可壓縮流體）
    - 離心壓縮機
    - 軸式壓縮機
    - 風扇

- 流體對機械作功（可壓縮流體）
  - 液體：水輪機（非壓縮流體）
    - 反動式水輪機
    - 衝擊式水輪機

  - 氣體：渦輪機（可壓縮流體）
    - 燃氣渦輪機
    - 蒸汽渦輪機
    - 風力發動機

## 葉片設計
無論是渦輪機還是壓縮機，離心式或是軸式，涡轮叶片設計將是一大重點。無論葉片翼型的選擇，進氣(液)角、排氣(液)角，葉片的數目都會影響該機械之性能及熱效率。為避免共振，工程師大都會把葉片的數目設定在素數。

## 参見
- 渦輪發動機
- 壓縮機